# Championnat du Gabon de football 1997
Navigation
Saison précédente Saison 1999
La saison 1997 du Championnat du Gabon de football est la vingt-et-unième édition du championnat de première division gabonaise, le Championnat National. Il se déroule sous la forme d’une poule unique avec cinq formations, qui s’affrontent à deux reprises, à domicile et à l’extérieur. 
Cette édition ne se joue qu’avec cinq équipes, à la suite des nombreuses exclusions ayant eu lieu lors de la saison précédente. La compétition est abandonnée après neuf journées et le classement au moment de l’interruption est figé, afin de déterminer les qualifiés en compétitions africaines.

## Les clubs participants
| - FC 105 Libreville - AS Mangasport - Mbilinga FC - Petrosport FC - Ntsa Igali FC |

## Compétition

### Classement
| Rang | Équipe            | Pts | J | G | N | P | Bp | Bc | Diff |
| ---- | ----------------- | --- | - | - | - | - | -- | -- | ---- |
| 1    | FC 105 Libreville |     |   |   |   |   |    |    |      |
| 2    | Mbilinga FCT      |     |   |   |   |   |    |    |      |
| 3    | Petrosport FC     |     |   |   |   |   |    |    |      |
|      | AS Mangasport     |     |   |   |   |   |    |    |      |
|      | Ntsa Igali FC     |     |   |   |   |   |    |    |      |

|  | Qualification pour la Ligue des champions de la CAF 1998 |
|  | Qualification pour la Coupe des Coupes 1998              |
|  | Qualification pour la Coupe de la CAF 1998               |
|  | T : Tenant du titre                                      |

## Bilan de la saison
| Championnat du Gabon de football 1997                             |                              |
| Champion                                                          | FC 105 Libreville (7e titre) |
| Coupes et trophées                                                |                              |
| Vainqueur de la Coupe du Gabon 1997                               | Non disputée                 |
| Qualifications continentales                                      |                              |
| Ligue des champions de la CAF 1998                                | FC 105 Libreville            |
| Coupe des Coupes 1998                                             | Mbilinga FC                  |
| Coupe de la CAF 1998                                              | Petrosport FC                |
| Promotions et relégations                                         |                              |
| Promus en Championnat National                                    | Aucun                        |
| Relégués en Championnat du Gabon de football de deuxième division | Aucun                        |